# Municipi de Strumiani
El municipi de Strumyani (búlgar: Община Струмяни) és un municipi búlgar pertanyent a la província de Blagòevgrad, amb capital a la ciutat homònima. Es troba a l'oest de la província.
L'any 2011 tenia 5.720 habitants, el 76,13 búlgars i el 2,14% gitanos.

## Localitats
El municipi es compon de les següents localitats:
| - Dobri laki - Drakata - Gorémé - Gorna Krouchitsa - Gorna Ribnitsa - Igralichté - Ilindéntsi | - Kaménitsa - Karpélévo - Klépalo - Kolibité - Makhalata - Mikrévo - Nikoudin | - Palat - Razdol - Sédéléts - Stroumyani - Tsaparévo - Véluchéts - Vrakoupovitsa |